# آشوری‌ها
آشوری‌ها مردمی هستند که ریشه آن‌ها به مردم سامی در بین‌النهرین باستان می‌رسد.  آن‌ها علاوه بر زبان محل سکونت خود، به زبان آرامی نو آشوری (زبانی از خانواده زبان‌های سامی) سخن می‌گویند و بیشتر آن‌ها پیرو مسیحیت سریانی هستند. سرزمین آشوری‌ها اکنون در شمال کشور عراق (استان‌های دهوک و نینوا)، جنوب شرقی ترکیه (در منطقه‌ی حکاری و طور عبدین)، شمال غربی ایران (استان آذربایجان غربی)، شمال شرقی سوریه (استان حسکه) قرار دارد.
در طول سده گذشته میلادی بسیاری از آشوری‌ها به نقاط دیگر دنیا از جمله قفقاز، آمریکای شمالی، اروپا و استرالیا مهاجرت کردند. حوادثی چون کشتارهای دیاربکر، نسل‌کشی آشوری‌ها (همراه با نسل‌کشی یونانی‌ها و نسل‌کشی ارمنی‌ها) توسط امپراتوری عثمانی در طول جنگ جهانی اول، کشتار سمیل در ۱۹۳۳ در عراق، سیاست‌های ملی‌گرایی عربی، حزب بعث عراق و انقلاب ۱۳۵۷ ایران، حمله داعش و اشغال مناطقی از عراق و سوریه، از عوامل برون‌کوچی آشوری‌ها بوده‌اند.
تخمین زده می‌شود که تعداد آشوری‌های جهان ۵ میلیون نفر باشد. تعداد آشوری‌های ایران تا پیش از انقلاب ۱۳۵۷ حدود ۷۰ تا ۹۰ هزار نفر بود. بیشتر جمعیت آشوری‌ها در شهرهای اروميه، تهران، شاهين شهر، سلماس، تبريز، اهواز، همدان، كرمانشاه، شيراز، مشهد، بندرعباس، ماهشهر، بابلسر، بندر انزلی، فرديس و قزوين واقع شده‌است.
بیشتر آشوری‌ها، مسیحیت سریانی و عموما پیرو کلیسای کاتولیک کلدانی، کلیسای آشوری مشرق و کلیسای باستانی مشرق و عده‌ای دیگر پیرو کلیسای کاتولیک سریانی یا کلیسای ارتدکس سریانی هستند. آشوری‌های جهان بازماندهٔ قوم آشور نوه نوح پیامبر می‌باشند که در کتاب عهد عتیق بخش آفرینش به آن اشاره شده‌است.
آشوری‌ها در قرون اول اسلامی با ترجمهٔ علوم و معارف دنیای باستان به زبان عربی خدمت بزرگی به توسعهٔ دانش در میان مسلمانان و نگهداری آثار علمی دوران باستان کردند. بعضی از بزرگ‌ترین دانشمندان و مترجمان خلافت اسلامی از این مردم بودند. آشوری‌ها پس ازسده‌های میانی مورد توجه کلیسای کاتولیک و پس از آن کلیسای پروتستان قرار گرفتند. در جریان حوادث ناشی از جنگ جهانی اول و حضور ارتش‌های روسیه و عثمانی در آذربایجان و جنگ‌های قومی و مذهبی که پس از کشتن مارشیمون بنیامین، رهبر آشوری‌ها، آسیب‌های فراوان دیدند و بسیاری از آن‌‌ها ناگزیر به نقاط دیگر مهاجرت کردند.

## نام
آشوری‌های شمال عراق و سوریه که خود را آرامی می‌نامیدند، پس از گرویدن به مسیحیت خود را سریانی یا سوریایا نامیدند، تا از هم نژادان غیر مسیحی خود که آن‌ها را آرامایا می‌نامیدند، متمایز باشند.

## تاریخ

### تاریخ آشوری‌های باستان
آشوری‌ها مردمانی هستند که از دوران باستان در بین النهرین زندگی کرده‌اند و امروزه می‌توان آن‌ها را در سرتاسر جهان یافت. آن‌ها به خاطر امپراتوری آشور و شهرهایی چون نینوا و نمرود شناخته می‌شوند.
در دوران باستان، تمدن آشوری معمولا در مرکز شهر آشور قرار داشت، که نام آن برگرفته از نام آشور خداوند بزرگ آشوری‌ها بود. محققان معمولا تاریخ آشوری‌ها را به سه قسمت، آشور کهن، آشور میانه و آشور نو تقسیم می‌کنند. 

## جمعیت‌شناسی

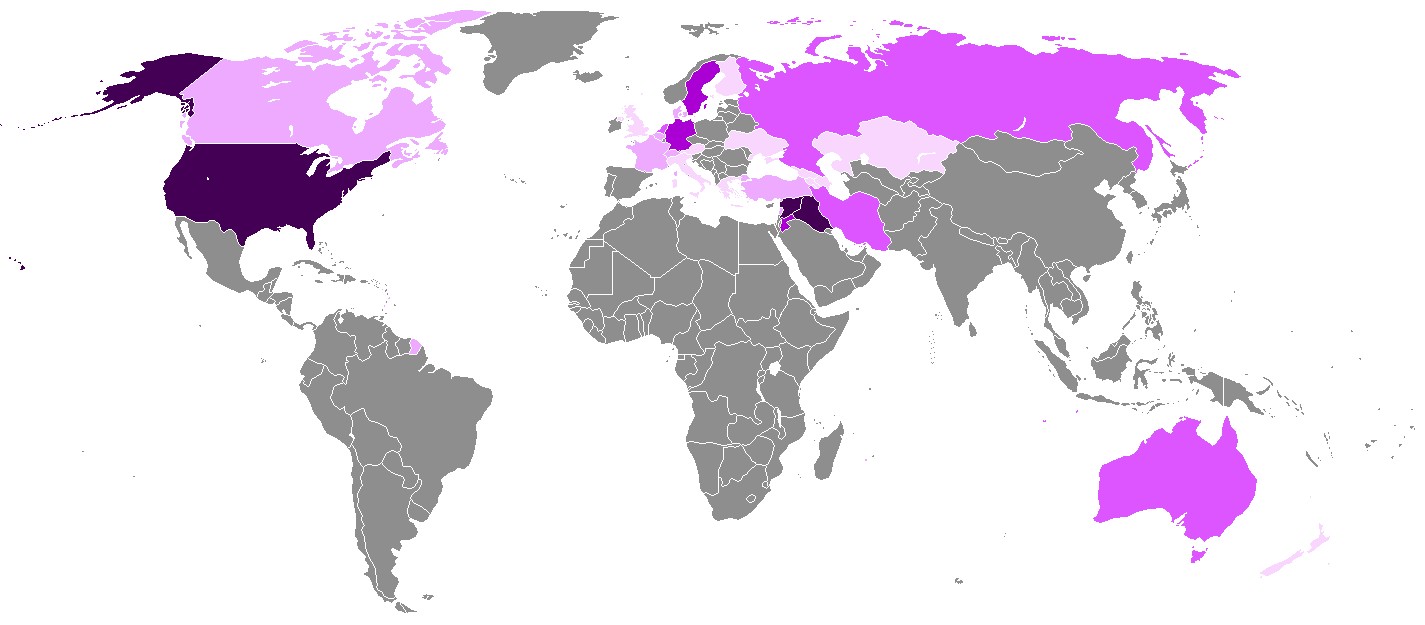
جمعیت جهانی آشوریان
بیش از ۵۰۰٬۰۰۰
۱۰۰٬۰۰۰ - ۵۰۰٬۰۰۰
۵۰٬۰۰۰ - ۱۰۰٬۰۰۰
۱۰٬۰۰۰ - ۵۰٬۰۰۰
کمتر از ۱۰٬۰۰۰

### سرزمین
سرزمین آشوری‌ها شامل شهرهای باستانی نینوا (موصل)، نوحدرا (دهوک)، ارافا/بت گرمای (کرکوک)، القوش، تسکوپا و اربلا (اربیل) در عراق، ارومیه در ایران و حکاری، اِدِسا/اورهوی (اورفا)، حران، آمیدا (دیاربکر) و تور عبدین (میدیات و کفرو) در ترکیه و غیره می‌شود. برخی از شهرها در حال حاضر تحت کنترل کردها هستند و برخی هنوز هم حضور آشوری دارند، یعنی شهرهایی که در عراق هستند، زیرا جمعیت آشوری در جنوب شرقی ترکیه (مانند شهر هاکاری) در جریان نسل‌کشی آشوریان در جنگ جهانی اول پاکسازی قومی شدند. کسانی که جان سالم به در بردند به مناطق آسیب ندیده از اسکان آشوریان در شمال عراق گریختند و دیگران در شهرهای جنوبی عراق ساکن شدند. اگرچه بسیاری نیز به کشورهای همسایه در قفقاز و خاورمیانه و اطراف آن مانند ارمنستان، سوریه، گرجستان، جنوب روسیه، لبنان و اردن مهاجرت کردند.

### آزار و اذیت
- نسل‌کشی مسیحیان نسطوری توسط تیمورلنگ در سده ۱۴ میلادی
- کشتارهای بدرخان در دهه ۴۰ سده ۱۹ میلادی
- کشتارهای دیاربکر بین سال‌های ۱۸۹۴–۱۸۹۶
- قتل‌عام آدانا در سال ۱۴ آوریل ۱۹۰۹ میلادی
- نسل‌کشی آشوری‌ها میان سالهای ۱۹۱۴ تا ۱۹۱۸
- کشتار سمیل در ۷ اوت ۱۹۳۳ میلادی
- عملیات انفال در سال ۱۹۸۸ تا ۱۹۸۹
- آزار آشوریان به‌دست داعش در اواسط سال ۲۰۱۴

### دیاسپورا به معنای زندگی در دور از وطن مادری می‌باشد.
آشوریان پس از نسل‌کشی بزرگ برای زندگی آسوده و امن به کشورهای غربی رفتند.

## زبان و فرهنگ آشوری
زبان و فرهنگ آشوری از جمله گویش‌های نوین آرامی و در شمار زبان‌های سامی شرقی- شمالی است و با زبان آشوری باستانی تفاوت دارد. آشوریان به گویش‌های گوناگون آشوری سخن می‌گویند و می‌نویسند. ازجمله این گویش‌ها می‌توان اورمژیانا (گویش ارومیه‌ای) و صلمسنایا (گویش سلماسی) را نام برد. گویش اورمژیانا تنها گویش آسوری است که دست‌کم از حدود سال ۱۸۴۸ به این سو ادبیات مکتوب ویژه خود را پدیدآورده است. نخستین فراورده‌های مکتوب آشوریان، متون مذهبی بوده‌است. در پی آن اشعار و داستان‌هایی به این زبان پدید آمد. برگردان آثار ادبی از زبان‌های دیگر به شکل‌گیری ادبیات آشوری سرعت بخشید. مارتوما او دو مشهورترین شاعر آشوری است. از برجسته‌ترین نویسندگان آسوری می‌توان شموپیل بیت کولیا دگوپتایا و پیره سرمس (نویسنده تاریخ ادبیات آسوری به زبان آسوری) را نام برد.
«انجمن ادبی جوانان آشوری» در تهران مهم‌ترین مرکز ادبی آشوریان در ایران است. چاپ و انتشار مجلات گاه‌گاهی به زبان آسوری از دوره پهلوی دوم به این سو رونق داشته‌است. در ایران آشوریان اقلیتی رسمی به‌شمار می‌روند و نمایندگانی نیز در مجلس دارند.

## دین
آشوری‌ها نخستین قومی بودند که یکجا همه با هم مسیحی شدند. یکی از حواریون مسیح تمام آنان را در دریاچه ارومیه غسل تعمید داد. نسطوریت یا نستوری ریشه عمیقی در فرهنگ مردم آشوری دارد. با این حال عده ای نیز یعقوبی، کاتولیک کلدانی، مارونی و قلیلی نیز ارتدکس یونانی و پروتستان هستند. تسرت. محلّمیان نیز از آشوریان محسوب می‌شوند.

## ایرانیان آشوری

عکسی قدیمی از آشوریان سنندج.

جمعیت آشوریان ایران در میانهٔ سده نوزدهم میلادی به ۱۳۸۰۰۰ نفر می‌رسید که عمدتاً در آذربایجان غربی ساکن بودند و به دو گروه عمدهٔ مذهبی نستوری و کاتولیک تقسیم می‌شوند. جمعیت آشوریان ایران در میانهٔ سده بیستم میلادی به ۲۰٬۰۰۰ نفر کاهش پیدا کرد.

## یادداشت

پرچم آشوری‌ها، که از نشان ایزد آشور و شمش تشکیل شده است.

1. ↑  آشوری‌ها، با نام‌های آسوری‌ها، کلدانی‌ها، آرامی‌ها و سُریانی‌ها نیز شناخته می‌شوند.

## برای مطالعهٔ بیشتر
- Gevargiz, Hannibal. Famous Assyrian Women.
- Wigram, William Ainger (1929). The Assyrians and Their Neighbours. London: G. Bell & Sons.
- Winkler, Dietmar W. (2019). "The Syriac Church Denominations: An Overview". The Syriac World. London: Routledge. ISBN 978-1-138-89901-8.
- Wolk, Daniel P. (2008). "Assyrian Americans". Encyclopedia of Race, Ethnicity, and Society. Vol. 1. Los Angeles: SAGE Publications. ISBN 978-1-4129-2694-2.
- Yacoub, Joseph (2016). Year of the Sword: The Assyrian Christian Genocide: A History. New York: Oxford University Press. ISBN 978-0-19-063346-2.
- Yana, George V. (2008). Ancient and Modern Assyrians: A Scientific Analysis. Philadelphia: Xlibris Corporation. ISBN 978-1-4653-1629-5.